# اینمان اسکوئر
اینمان اسکوئر (انگلیسی: Inman Square) محله‌ای است در منطقه تاریخی کمبریج، ماساچوست که در میدان مرکزی شهر و در تقاطع کمبریج، همپشایر و خیابان اینمان قرار دارد.